# Eclissi solare del 6 maggio 1883
L'Eclissi solare del  6 maggio 1883, di tipo totale, è un evento astronomico che ha avuto luogo il suddetto giorno attorno alle ore 21:53 UTC. La durata della fase massima dell'eclissi è stata di 5 minuti e 58 secondi e l'ombra lunare sulla superficie terrestre raggiunse una larghezza di 229 km.
L'eclissi del 6 maggio 1883 divenne la prima eclissi solare nel 1883 e la 201ª nel XIX secolo. La precedente eclissi solare ebbe luogo il 10 novembre 1882, la seguente il 30 ottobre 1883.
Il percorso della totalità è stato attraverso l'Oceano Pacifico meridionale sostenuti ingressi sulla terraferma la parzialità era visibile dall'estremo oriente dell'Australia all'alba e della Nuova Zelanda, così come in Sud America occidentale e in Messico meridionale vicino al tramonto dell'evento.

## Osservazioni a fini scientifici

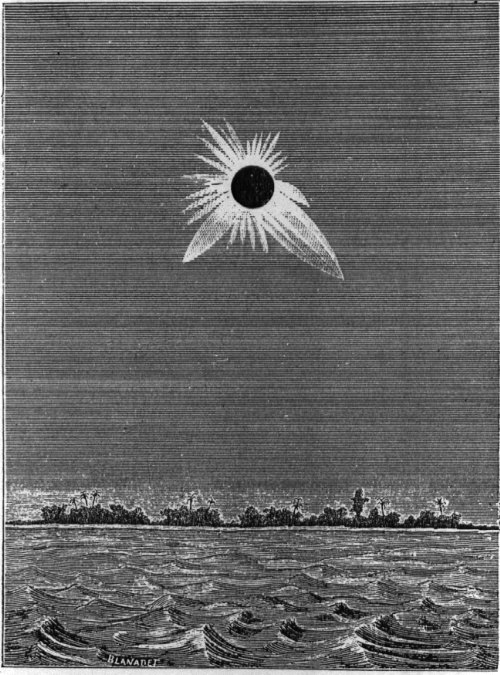
Rappresentazione artistica dell'eclissi solare totale, osservata dall'isola Carolina

Una spedizione di astronomi americani ha viaggiato dal Perù all'Isola Carolina a bordo della USS  Hartford per osservare la fase di totalità. Anche una spedizione francese ha osservato l'eclissi dalla suddetta isola e la Marina degli Stati Uniti approfittò dell'evento per mappare l'atollo. Johann Palisa, astronomo austriaco membro della spedizione, scoprì più avanti nel corso dell'anno un asteroide che chiamò Carolina "in ricordo della [sua] visita sull'isola".

## Eclissi correlate

### Ciclo di Saros 136
L'evento fa parte del ciclo di Saros 136, che si ripete ogni 18 anni, 11 giorni, comprendente 71 eventi. La serie iniziò con un'eclissi solare parziale il 14 giugno 1360 e raggiunse una prima eclissi anulare l'8 settembre 1504. Comprende eclissi ibride dal 22 novembre 1612 al 17 gennaio 1703 ed eclissi totali dal 27 gennaio 1721 al 13 maggio 2496. La serie termina al membro 71 con un'eclissi parziale il 30 luglio 2622, con l'intera serie della durata di 1262 anni. L'eclissi più lunga si è verificata il 20 giugno 1955, con una durata massima della totalità a 7 minuti e 7 secondi. Tutte le eclissi di questa serie si verificano nel nodo discendente della Luna.